# Frédéric Etherlinck
Frédéric Etherlinck (Künstlername Etherlinck; * 1968 in Brüssel) ist ein belgischer Sänger.

## Biografie
Etherlinck wurde in Brüssel geboren, lebte aber mit seinen Eltern bis 1977 in Los Angeles in den Vereinigten Staaten. Anschließend zog die Familie für drei Jahre nach Nizza, bevor sie nach Brüssel zurückkehrte. Er nahm Unterricht in Gesang und Schlagzeug und spielte zu Beginn seiner musikalischen Karriere vornehmlich in Bars und Cabarets. 1995 nahm er am vom wallonischen Fernsehsender RTBF veranstalteten belgischen Vorentscheid zum Eurovision Song Contest teil. Mit dem Titel La voix est libre trat er gegen neun andere Künstler an und konnte sich mit 58 Punkten und sechs Punkten Vorsprung knapp gegen die zweitplatzierte Sängerin Belinda durchsetzen. Beim Eurovision Song Contest 1995 in Dublin war er weniger erfolgreich: Mit nur acht Punkten (einem aus Österreich und sieben aus Spanien) belegte er den 20. Platz unter 23 Teilnehmern. Sein Wettbewerbsbeitrag wurde als Single veröffentlicht und erreichte den 21. Platz in den wallonischen Verkaufscharts. Die Single konnte sich sechs Wochen in den Charts halten. Das kurz darauf veröffentlichte Album Les années lumières war kein Erfolg und konnte sich nicht in den Hitparaden platzieren.

## Diskografie
Alben
- Les années lumières

Singles
- La voix est libre